# Ira Feloukatzi
Ira Feloukatzi, née sur l'île de Samos, en Grèce, est une journaliste et poétesse bilingue (français-grec). Elle est installée à Paris depuis 1966 devenant la correspondante pour la presse et la télévision grecques.  

## Biographie
Ira Feloukatzi naît sur l'île grecque de Samos. Elle choisit la France pour ses études de journalisme. Installée à Paris depuis 1966, elle y mène une carrière de journaliste et de correspondante pour la presse et la télévision grecques. 
Son œuvre littéraire comprend deux recueils de poésie, publiés en France et en Grèce. Elle participe activement à la scène poétique française, en prenant part à de nombreuses manifestations. 

## Recueils de poésies
(fr) Résonances, Paris, l'Harmattan, 2000 (ISBN 9782738499394).
(fr) Mythologies d'amour: poésie, l'Harmattan, 2011 (ISBN 978-2-296-55560-0).
(fr) Errances entre terre et ciel, Paris, L'Harmattan, 2018 (ISBN 9782140102288).